# A. J. Slaughter
Pour les articles homonymes, voir Slaughter.
A. J. Slaughter, né le 3 août 1987 à Louisville (Kentucky) dans le Kentucky, est un joueur américano-polonais professionnel de basket-ball évoluant au poste d'arrière.

## Biographie
Slaughter est né à Louisville, Kentucky, le 3 août 1987. Son père, Tony Slaughter, a joué au basket-ball aux Racers de Murray State entre 1980 et 1981. Sa sœur aînée, Toni, a joué au basket-ball pour les Cardinals de l'université de Louisville, et sa sœur cadette, Antonita, joue pour Louisville en 2010.
Formé au lycée de Shelby County High School (Kentucky) Slaughter joue avec l'équipe NCAA des Hilltoppers de Western Kentucky. A. J. Slaughter participe à la Summer League 2010 avec la franchise des Pistons de Détroit mais n'est pas retenu.
Il commence sa carrière professionnelle avec l'équipe italienne de Angelico Biella en LegA lors de la saison 2010-2011 avant de rejoindre les Belges du Belfius Mons-Hainaut en 2011-2012.
En juillet 2012, il signe avec le club de Cholet Basket pour une saison.
Le 6 juin 2013, il signe pour une saison sous les couleurs de l'Élan Chalon. Présent dans le cinq titulaires des étrangers lors du All-Star Game LNB 2013, il est récompensé du titre de meilleur joueur du mois de décembre. Il lutte avec le Français Edwin Jackson jusqu'à la dernière journée du championnat pour le titre de meilleur marqueur de la ligue, le joueur de l'ASVEL s'imposant finalement grâce à une grosse performance, 44 points contre Roanne. Slaughter termine ainsi deuxième avec une moyenne de 17,6 points, auxquels il ajoute 4,6 passes, cinquième rang de la ligue.
Malgré une prolongation de contrat de deux saisons, il quitte le club chalonnais durant l'été 2014 pour rejoindre la Grèce et signer un contrat de deux ans avec le Panathinaïkos d'Athènes.
Il est naturalisé polonais en 2015 afin de disputer l'Euro 2015 avec la Pologne.
En août 2016, Slaughter signe un contrat d'un an avec le Strasbourg Illkirch-Graffenstaden Basket.
En juillet 2017, il signe un contrat de deux ans avec l'ASVEL Lyon-Villeurbanne. À l'issue de son contrat, il s'engage avec le Bétis Séville tout juste promu en Ligue Endesa.
Le 12 juillet 2020, il s'engage avec Gran Canaria dans le championnat espagnol mais quelques jours plus tard, le club annonce la résiliation du contrat d'un commun accord avec le joueur en raison d'un problème de santé qui l'empêcherait de rejoindre l'équipe avant le début du championnat,. Cependant en novembre, Slaughter joue avec CB Gran Canaria.

## Palmarès

### En club
- Champion de France 2019
- Vainqueur de l'EuroCoupe 2022-2023 avec le CB Gran Canaria

### Distinctions personnelles
- 2009-2010 : Élu dans le meilleur cinq de la conférence Sunbelt (NCAA)
- Participation au All-Star Game LNB : 2013
- Pro A : MVP du mois de décembre de la saison 2013-2014[12]